# نيكسون كارثيلين
نيكسون كارثيلين هو لاعب كرة قدم إكوادوري في مركز الوسط، ولد في 27 سبتمبر 1969 في الإكوادور. شارك مع منتخب الإكوادور لكرة القدم. أما مع النوادي، فقد لعب مع إل. دي. يو. كيتو وسوسيداد ديبورتيفو كيتو ونادي برشلونة.

## وصلات خارجية
- نيكسون كارثيلين على موقع قاعدة بيانات كرة القدم.إي يو (الإنجليزية)
- نيكسون كارثيلين على موقع ناشيونال فوتبول تيمز (الإنجليزية)